# Nơ bướm

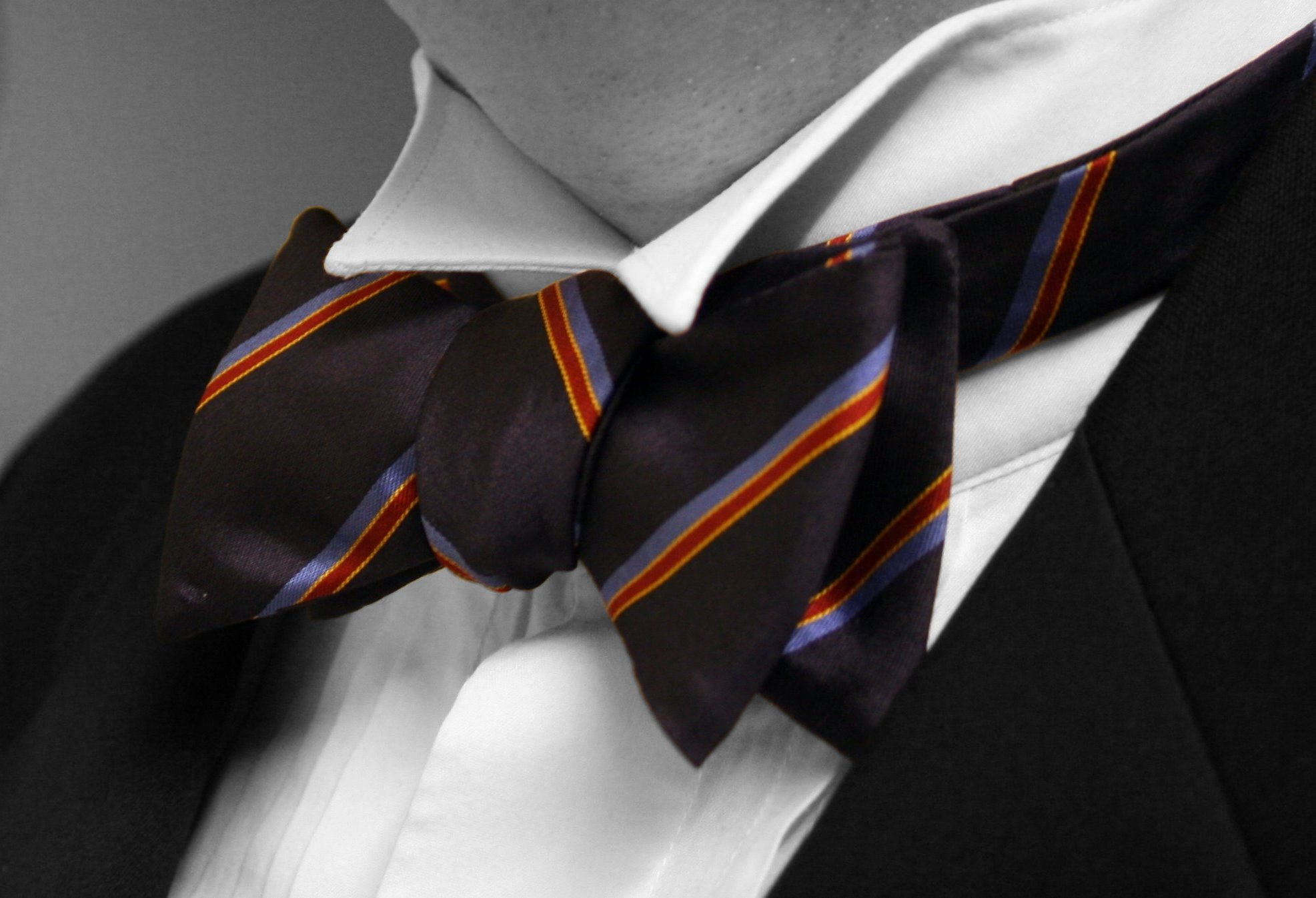
Một chiếc thắt nơ

Nơ bướm hay Nơ (vay mượn tiếng Pháp: Nœud) là một dãy ruy băng bằng vải buộc quanh cổ đối xứng, sao cho hai đầu đối diện tạo thành một hình giống cánh bướm. Vào thế kỷ thứ 18-19, Nơ trở thành một phụ kiện thời trang phát triển thành công. Nơ là một loại cà vạt gọn gàng hơn phổ quát cho cả nam và nữ.

## Biến thể

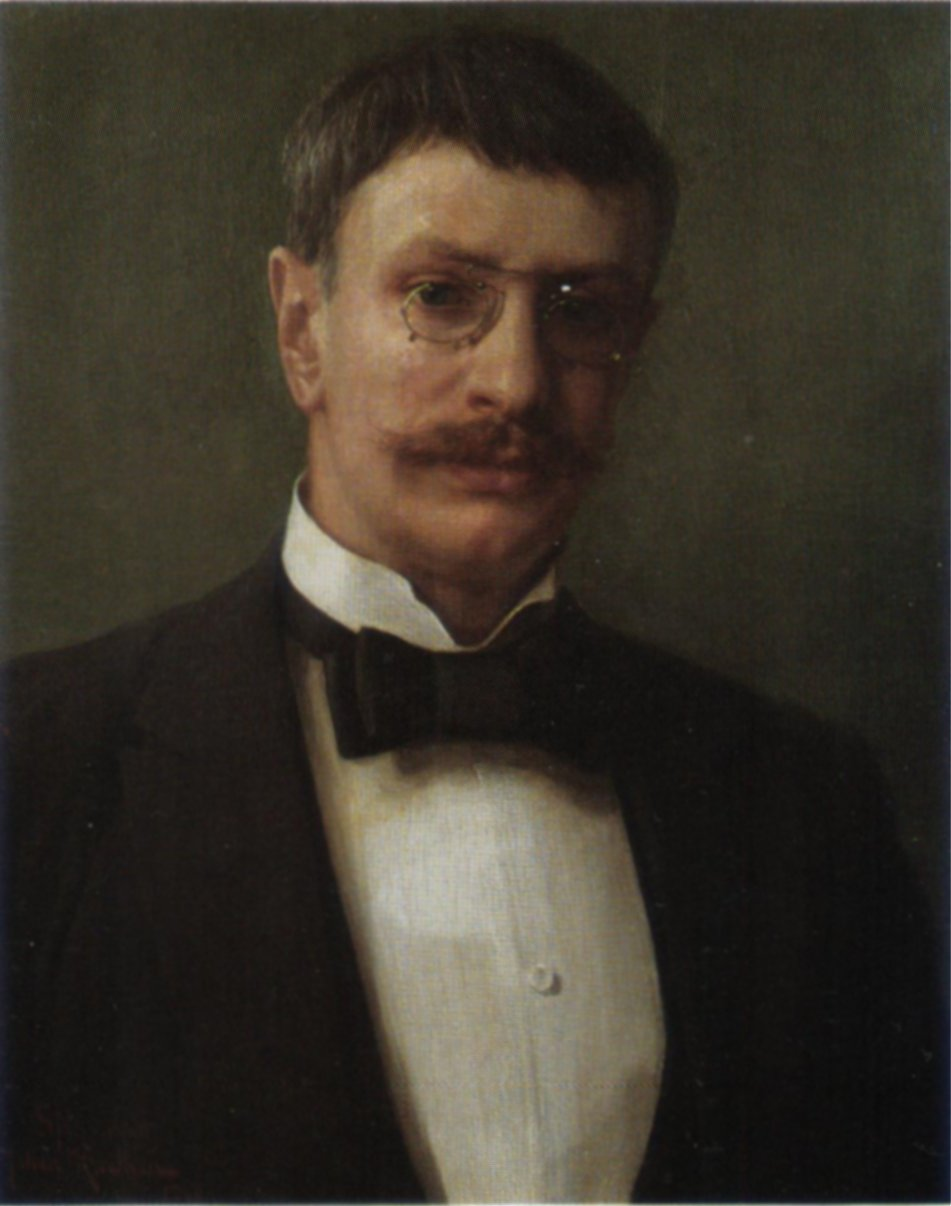

### Các loại nơ

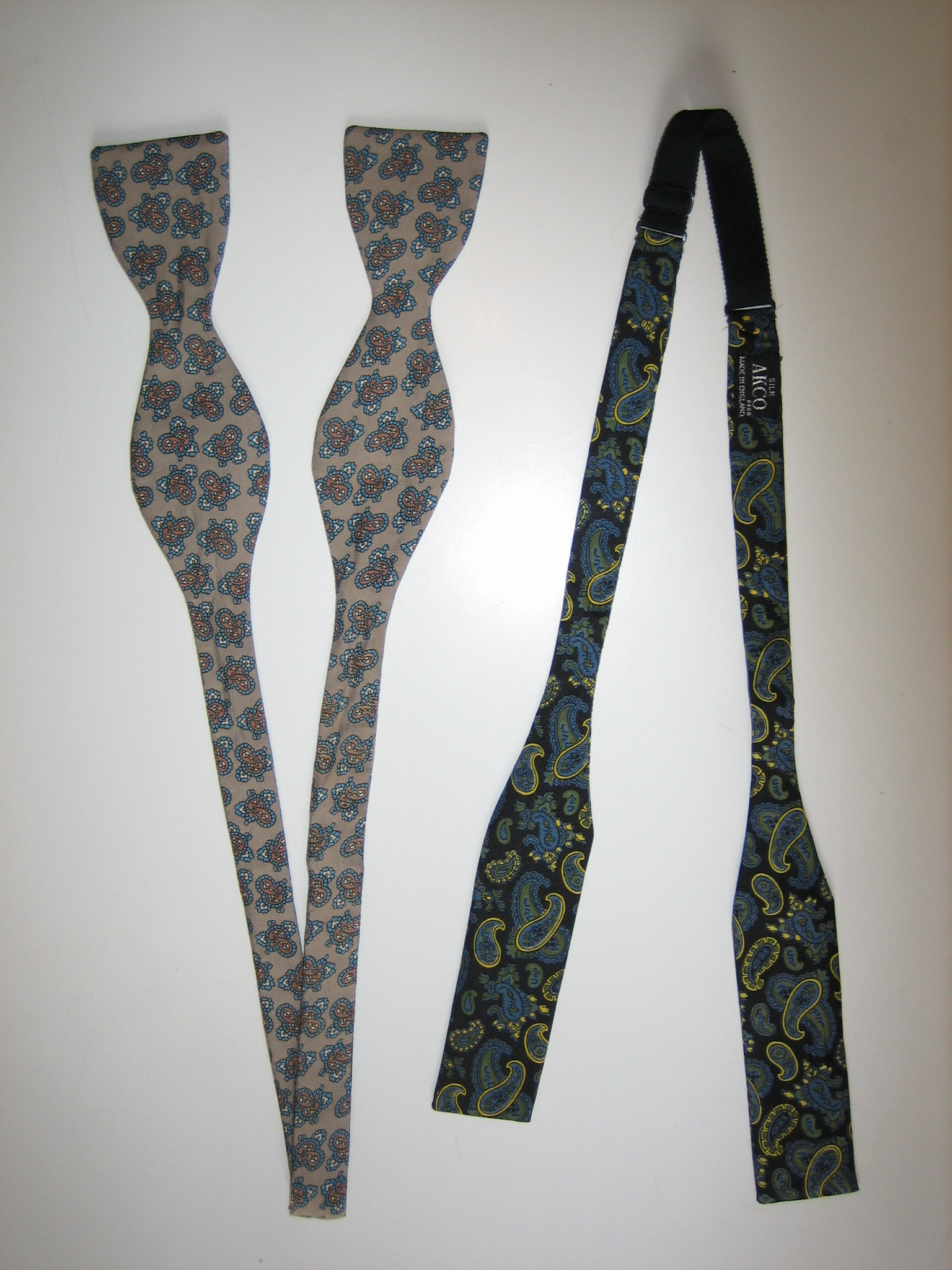
Loại Nơ truyền thống

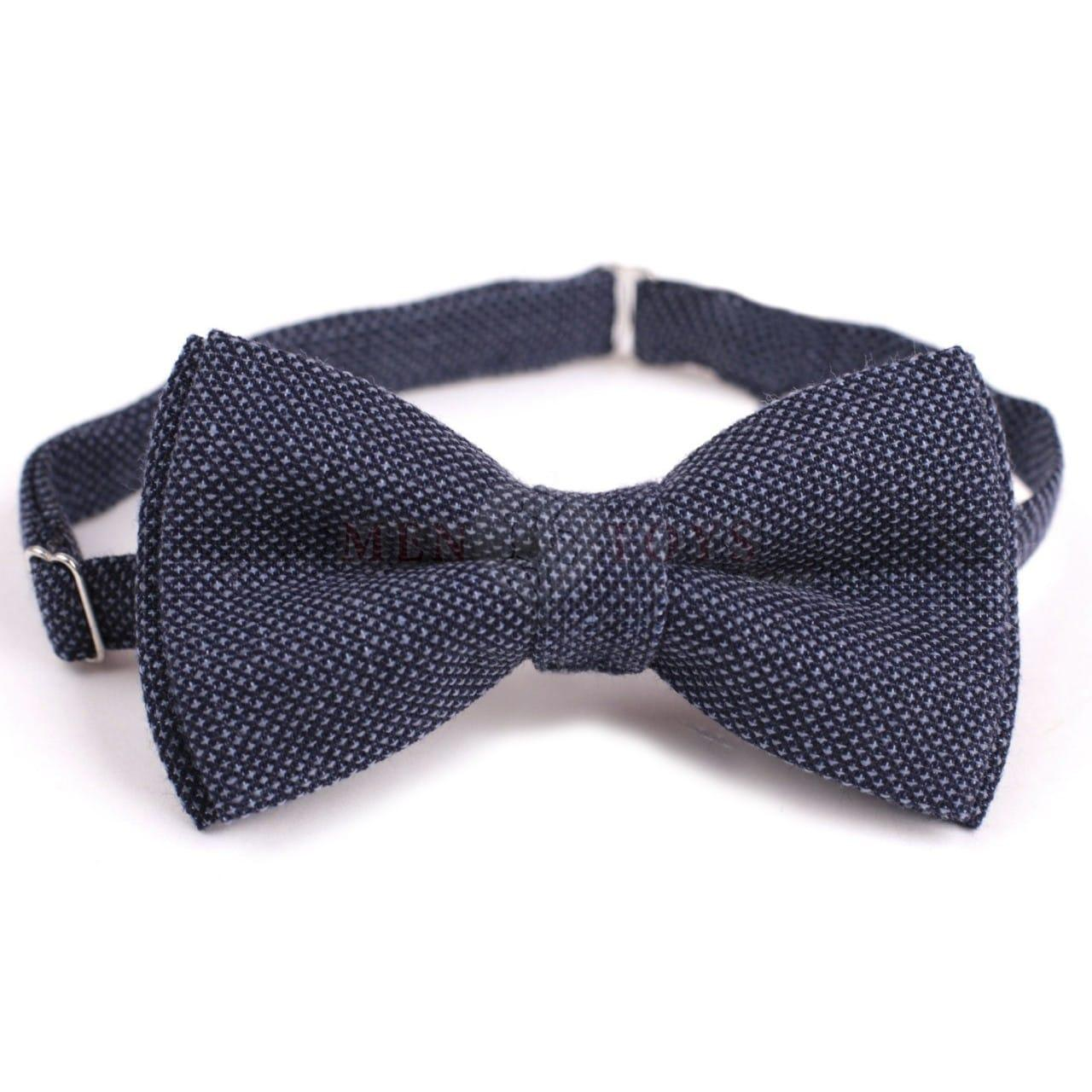
Loại Nơ buộc trước

## Sử dụng

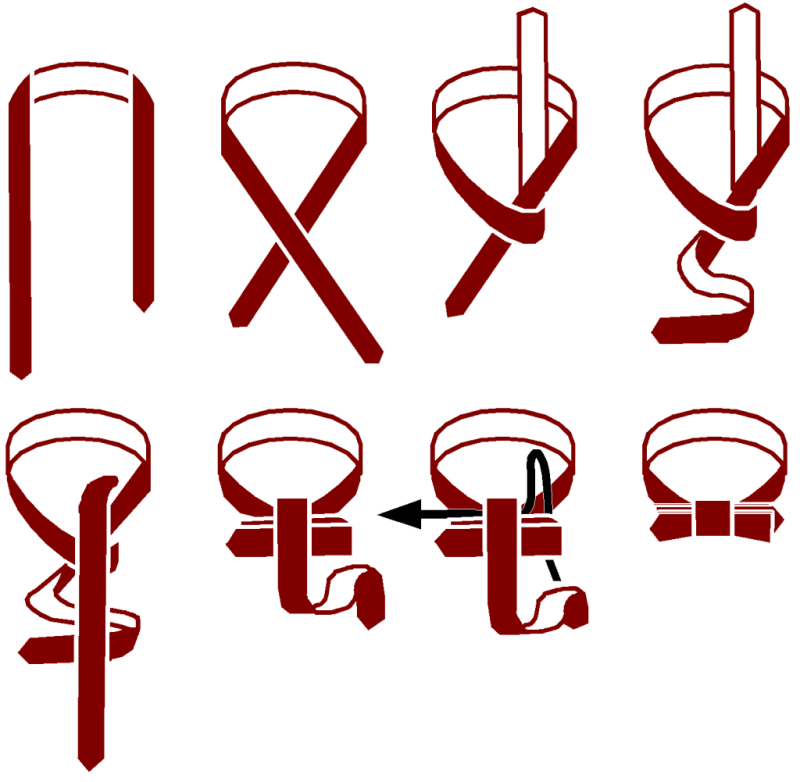
Các bước thắt một chiếc Nơ